# Jean Zumbach

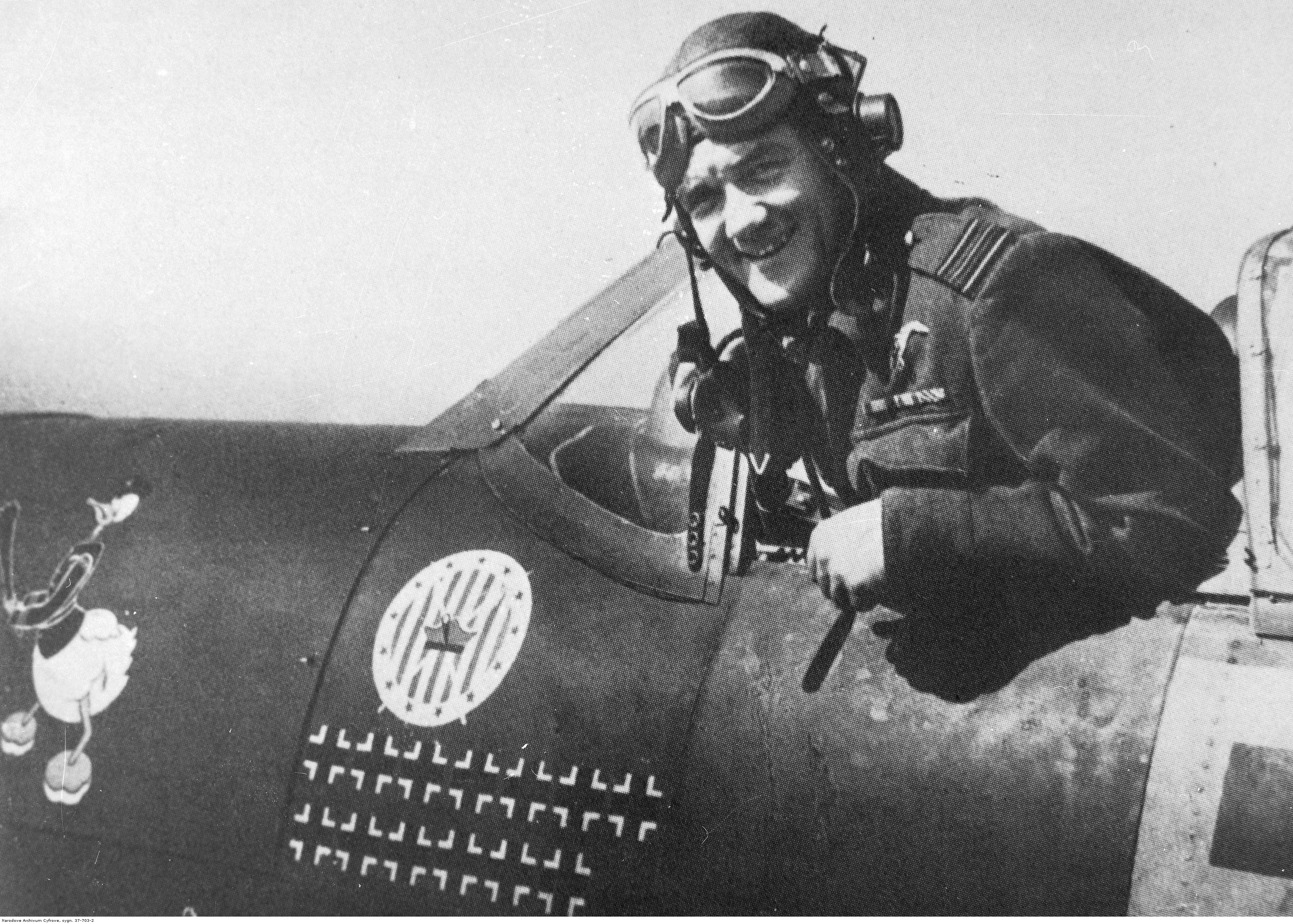
Jean Zumbach im Cockpit, vermutlich Herbst 1940

Jean Zumbach, eigentlich Jan Eugeniusz Ludwig Zumbach, (* 14. April 1915 in Ursynów; † 3. Januar 1986 in Paris; Kampfnamen: Johnny Brown, Kamikaze Brown) war ein polnischer Militärpilot, Unternehmer, Söldner sowie Oberbefehlshaber der Luftstreitkräfte von Katanga und Biafra.

## Leben
Zumbach wurde aufgrund der Staatsbürgerschaft seines Grossvaters als Schweizer in Polen geboren, verbarg jedoch seine Nationalität, um eine Laufbahn als Pilot in den polnischen Luftstreitkräften einschlagen zu können. Während des deutschen Überfalls auf Polen konnte sich Zumbach wegen eines Beinbruchs nicht an den Kampfhandlungen beteiligen. Nach der polnischen Niederlage floh Zumbach über Rumänien und Beirut nach Frankreich, wo er für die französischen Luftstreitkräfte in einer Jagdeinheit diente. Wegen der Niederlage Frankreichs floh Zumbach nach Großbritannien, wo er in der Royal Air Force u. a. als Befehlshaber der berühmten Jagdstaffel 303 rasch Karriere machte. So schoss er während der Luftschlacht um England acht deutsche Flugzeuge ab. Den Krieg beendete er als Oberst und Geschwaderkommandeur mit zwölf bestätigten Abschüssen.
Nach seiner Demobilisierung machte er sich zusammen mit zwei anderen ehemaligen RAF-Piloten mit einer Fluggesellschaft selbständig. Neben legalen Geschäften verdiente sie ihr Geld hauptsächlich mit dem Transport von Schmuggelware. Als das Unternehmen aufgrund der Nachstellungen durch die Behörden bankrottging, eröffnete Zumbach eine Diskothek in Paris, heiratete und wurde Vater.
Zum Jahreswechsel 1961/62 beauftragte ihn Moïse Tschombé mit dem Aufbau der Luftstreitkräfte Katangas. Als deren Oberbefehlshaber organisierte er den Kauf von Flugzeugen und die Rekrutierung des Bedienpersonals in Europa. Darüber hinaus flog Zumbach persönlich Tiefangriffe gegen die kongolesischen Regierungstruppen. Vor dem Zusammenbruch setzte sich Zumbach Anfang 1963 aus Katanga ab und betrieb in Paris einen Handel mit gebrauchten Flugzeugen.
Die Anfrage für eine gebrauchte B-26 brachte Zumbach im Mai 1967 in Kontakt mit Vertretern der Regierung Biafras, von denen er den Auftrag erhielt, im Sezessionskrieg gegen Nigeria die Luftstreitkräfte der Streitkräfte Biafras aufzubauen. Neben dieser Aufgabe flog Zumbach im nächsten halben Jahr persönlich Angriffe gegen Kriegsschiffe, Flugplätze und Ölförderanlagen Nigerias. Ende 1967 verließ Zumbach Biafra, dessen Luftstreitkräfte danach den Kampf für eineinhalb Jahre einstellen mussten.
Im Jahr 1975 veröffentlichte Zumbach seine Autobiographie, die auf Französisch, Deutsch und Englisch erschien.

## Werke
- Mister Brown. Mein Leben als Flieger, Schmuggler u. Abenteurer, Zürich: Schweizer Verlagshaus 1975, ISBN 3-7263-6140-5